# Canoa ai XVII Giochi paralimpici estivi
Le gare di canoa ai XVII Giochi paralimpici estivi si sono svolte tra il 6 e l'8 settembre 2024 presso l'Île de loisirs de Vaires-Torcy di Vaires-sur-Marne.

## Formato
Si sono disputate 6 competizioni con il kayak (sia maschili sia femminili) e 4 con il va'a (anch'esse sia maschili che femminili) lungo un percorso di 200 metri. 

## Classificazione
Le classi di disabilità previste sono tre per la canoa (prefisso KL) e due per il va'a (prefisso VL), secondo il seguente schema:
- KL1: atleti che spingono la barca solo con le braccia, a causa del limitato o assente movimento del tronco e senza mobilità delle gambe;
- KL2 / VL2: atleti che spingono la barca con le braccia e con il busto, con una parziale mobilità del tronco e delle gambe;
- KL3 / VL3: atleti con piena mobilità delle braccia e del busto, con parziale funzionalità delle gambe[2].

## Calendario
Le batterie iniziali si sono tenute venerdì 6 settembre mentre le semifinali e le finali si sono disputate nei successivi due giorni.
| Canoa ai XVII Giochi paralimpici estivi | Canoa ai XVII Giochi paralimpici estivi | Canoa ai XVII Giochi paralimpici estivi | Canoa ai XVII Giochi paralimpici estivi | Canoa ai XVII Giochi paralimpici estivi | Canoa ai XVII Giochi paralimpici estivi | Canoa ai XVII Giochi paralimpici estivi |
| Evento                                  | Evento                                  | Data                                    | Data                                    | Data                                    | Data                                    | Data                                    |
| Evento                                  | Evento                                  | Ven 6                                   | Sab 7                                   | Sab 7                                   | Dom 8                                   | Dom 8                                   |
| --------------------------------------- | --------------------------------------- | --------------------------------------- | --------------------------------------- | --------------------------------------- | --------------------------------------- | --------------------------------------- |
| Uomini                                  | KL1                                     | B                                       | SF                                      | F                                       |                                         |                                         |
| Uomini                                  | KL2                                     | B                                       | SF                                      | F                                       |                                         |                                         |
| Uomini                                  | KL3                                     | B                                       | SF                                      | F                                       |                                         |                                         |
| Uomini                                  | VL2                                     | B                                       |                                         |                                         | SF                                      | F                                       |
| Uomini                                  | VL3                                     | B                                       |                                         |                                         | SF                                      | F                                       |
| Donne                                   | KL1                                     | B                                       |                                         |                                         | SF                                      | F                                       |
| Donne                                   | KL2                                     | B                                       |                                         |                                         | SF                                      | F                                       |
| Donne                                   | KL3                                     | B                                       |                                         |                                         | SF                                      | F                                       |
| Donne                                   | VL2                                     | B                                       | SF                                      | F                                       |                                         |                                         |
| Donne                                   | VL3                                     | B                                       | SF                                      | F                                       |                                         |                                         |

| B | Batterie | SF | Semifinali | F | Finale medaglia d'oro |

## Podi
| Evento | Classe | Oro                      | Argento               | Bronzo                   |
| ------ | ------ | ------------------------ | --------------------- | ------------------------ |
| Uomini | KL1    | Péter Pál Kiss           | Luis Cardoso da Silva | Rémy Boullé              |
| Uomini | KL2    | Curtis McGrath           | David Phillipson      | Mykola Syniuk            |
| Uomini | KL3    | Brahim Guendouz          | Dylan Littlehales     | Miquéias Elias Rodrigues |
| Uomini | VL2    | Fernando Rufino de Paulo | Igor Tofalini         | Steven Haxton            |
| Uomini | VL3    | Vladyslav Yepifanov      | Jack Eyers            | Peter Cowan              |
| Donne  | KL1    | Katherinne Wollermann    | Maryna Mazhula        | Edina Müller             |
| Donne  | KL2    | Charlotte Henshaw        | Emma Wiggs            | Anja Adler               |
| Donne  | KL3    | Laura Sugar              | Nélia Barbosa         | Felicia Laberer          |
| Donne  | VL2    | Emma Wiggs               | Brianna Hennessy      | Susan Seipel             |
| Donne  | VL3    | Charlotte Henshaw        | Hope Gordon           | Zhong Yongyuan           |